# دون بلاكمون
دون بلاكمون (بالإنجليزية: Don Blackmon)‏ هو لاعب كرة قدم أمريكية أمريكي، ولد في 14 مارس 1958 في بومبانو سيتي في الولايات المتحدة.

## وصلات خارجية
- دون بلاكمون على موقع مرجع كرة القدم المحترفة.كوم (الإنجليزية)